# Senat (Meksyk)
Senat (hiszp. Senado) – izba wyższa parlamentu Meksyku, złożona ze 128 członków wybieranych na sześcioletnią kadencję. 86 senatorów wybieranych jest w 32 trójmandatowych okręgach wyborczych, o granicach zgodnych z terytorium 31 meksykańskich stanów oraz okręgu federalnego (stołecznego). Stosuje się tam zmodyfikowaną ordynację większościową. Dwa miejsca w każdym okręgu otrzymują kandydaci, którzy uzyskali najwięcej głosów. Trzecie miejsce zarezerwowane jest jednakże dla ugrupowania, które w skali okręgu uplasowało się na drugim miejscu. Widać tu przyjęte przez ustawodawcę domniemanie, iż dwa pierwsze miejsca przypadną jednej partii, a taka forma przydziału trzeciego mandatu ma gwarantować obecność w parlamencie opozycji. Ma to związek z faktem, iż przez kilkadziesiąt lat - aż do niedawna - scena polityczna Meksyku była zdecydowanie zdominowana przez jedno ugrupowanie, Partię Rewolucyjno-Instytucjonalną. Pozostałe 32 miejsca obsadzane są zgodnie z zasadami ordynacji proporcjonalnej, gdzie cały kraj jest jednym okręgiem wyborczym.
Czynne prawo wyborcze obywatelom Meksyku w wieku co najmniej 18 lat, posiadającym "uczciwe źródło utrzymania". Głosować nie mogą osoby w trakcie kary pozbawienia wolności, nawet jeśli jej wykonanie zostało wyrokiem sądu zawieszone. Kandydatami mogą być osoby nie młodsze niż 25 lat, posiadające meksykańskie obywatelstwo od urodzenia (wykluczeni są obywatele naturalizowani), zamieszkujące przez co najmniej sześć miesięcy przed wyborami na terenie stanu, w którym zamierzają kandydować, lub stanu bezpośrednio z nim sąsiadującego. Członkowie służb mundurowych mogą kandydować tylko pod warunkiem, iż staną do wyborów w innym okręgu, niż ten gdzie stacjonują w ramach obowiązków służbowych. Kandydatami nie mogą być duchowni jakiegokolwiek wyznania. 
W meksykańskim Senacie obowiązuje ograniczenie reelekcji. Ustępujący senator może kandydować ponownie, ale dopiero po upływie jednej kadencji od opuszczenia przez niego urzędu.

## Skład Senatu
Po serii reform przeprowadzonych w latach 90. Senat składa się ze 128 senatorów. 
Obecny skład Senatu:
| Logo partii | Partia      | Liczba senatorów |
| ----------- | ----------- | ---------------- |
|             | Morena      | 58               |
|             | PAN         | 17               |
|             | PRI         | 13               |
|             | MC          | 12               |
|             | PVEM        | 7                |
|             | PT          | 5                |
|             | PRD         | 4                |
|             | Bezpartyjni | 9                |
|             | Wakat       | 3                |